# إيفا أمادور غيلين
إيفا أمادور غيلين (1957، بلنسية) سياسية إسبانية تنتمي إلى حزب الشعب.
متأهلة في تكنولوجيا المعلومات، وهي متزوجة ولها ثلاثة أبناء. دخلت السياسة في عام 1991 عندما تم انتخابها مستشارًا محليًا لمدينتها تورينت.
في عام 1993 تم انتخابها لعضوية مجلس النواب الإسباني عن منطقة فالنسيا. أعيد انتخابها في عام 1996 لكنها لم تشارك في انتخابات عام 2000. في عام 2000 تم تعيينها مندوبة عن حكومة بلنسية الإدارة الإقليمية في فالنسيا إلى الحكومة المركزية. ثم أصبحت مديرة عامة للعلاقات بين العامة والحكومة المركزية في نوفمبر 2005.